# Richard Courant
Richard Courant (8. ledna 1888 Lubliniec, Německé císařství – 27. ledna 1972 New York, USA) byl německý matematik. Je známý především díky práci v oblastech aplikované matematiky, matematické fyziky a numerické matematiky. Zde položil matematické základy metody konečných prvků, která se využívá při numerickém řešení parciálních diferenciálních rovnic.